# Think This
Think This è il secondo album in studio del gruppo musicale thrash metal statunitense Toxik, pubblicato nel 1988 dall'etichetta discografica Roadrunner Records.

## Il disco
Il disco venne registrato con un nuovo cantante rispetto all'album d'esordio, nonostante ciò lo stile vocale adottato rimase pressoché inalterato, basandosi prevalentemente su tonalità alte. Lo stile musicale costruito su strutture complesse rese questo lavoro uno dei primi esempi di thrash tecnico, similmente ai dischi prodotti nello stesso periodo da band quali Hades, Realm e Watchtower.
La prima parte del brano intitolato Wir NJN8/In God è un differente arrangiamento di una composizione di Johann Sebastian Bach. Il nono pezzo presente sul CD, omesso nella versione su disco in vinile, è una cover del brano Out on the Tiles dei Led Zeppelin, originariamente pubblicato su Led Zeppelin III. Un'altra canzone esclusa dall'ellepì è Technical Arrogance, di conseguenza quest'ultimo contiene dieci tracce rispetto alle dodici delle altre edizioni (musicassetta e CD).
L'album venne dato alle stampe dalla Roadrunner Records nel 1989 e il CD fu ristampato dalla Metal Mind Productions nel 2007, in versione rimasterrizata a tiratura limitata e con l'aggiunta di due bonus tracks. Lo stesso anno il CD venne nuovamente pubblicato dalla Displeased Records, con l'inserimento di cinque tracce bonus diverse da quelle della precedente versione.

## Tracce
Testi e musiche di Josh Christian eccetto dove diversamente indicato.
1. Think This – 5:35 (testo: Josh Christian, Charles Sabin)
2. Greed – 4:07 (testo: Josh Christian, Charles Sabin)
3. Spontaneous – 5:07
4. There Stood the Fence – 4:41
5. Black and White – 5:07
6. Technical Arrogance – 5:23 (musica: Josh Christian, Brian Bonini, Tad Leger)
7. Wir NJN8/In God – 5:09 (musica: Johann Sebastian Bach, Brian Bonini)
8. Machine Dream – 4:25
9. Out on the Tiles – 3:10 – cover dei Led Zeppelin
10. Shotgun Logic – 5:15 (testo: Josh Christian, Charles Sabin)
11. Time After Time – 4:54 (testo: Josh Christian, Brian Bonini, Tad Leger, Charles Sabin)
12. Think That – 0:27 – (strumentale)

Tracce bonus CD Metal Mind
1. Shotgun Logic – 5:07 – (versione strumentale)
2. Black & White – 5:11 – (versione strumentale)

Tracce bonus CD Metal Mind
1. Spontaneous (live) – 5:50
2. Shotgun Logic (demo) – 5:07 – (versione strumentale)
3. Untitled Jam (demo) – 3:24 – (strumentale)
4. Minor (demo) – 5:57 – (strumentale)
5. Lost World (demo) – 4:02 – (strumentale)

Versione LP
Testi e musiche di Josh Christian eccetto dove diversamente indicato.
Lato A
1. Think This – 5:35 (testo: Josh Christian, Charles Sabin)
2. Greed – 4:07 (testo: Josh Christian, Charles Sabin)
3. Spontaneous – 5:07
4. There Stood the Fence – 4:41
5. Black and White – 5:07

Lato B
1. Wir NJN8/In God – 5:09 (musica: Johann Sebastian Bach, Brian Bonini)
2. Machine Dream – 4:25
3. Shotgun Logic – 5:15 (testo: Josh Christian, Charles Sabin)
4. Time After Time – 4:54 (testo: Josh Christian, Brian Bonini, Tad Leger, Charles Sabin)
5. Think That – 0:27 – (strumentale)

## Formazione
- Charles Sabin – voce
- Josh Christian – chitarra
- John Donnelly – chitarra, tastiera
- Brian Bonini – basso, tastiera
- Tad Leger  – batteria

Altri musicisti
- John Zahner – tastiera (addizionale)
- Kent Smith – tastiera (addizionale)
- Paul Prator – tastiera (addizionale)
- Janelle Sadler – voce armonica (addizionale)

Produzione
- Tom Morris – produzione, ingegneria del suono
- Jim Morris – assistente all'ingegneria del suono
- Judd Packer – assistente all'ingegneria del suono
- Scott Burns – assistente all'ingegneria del suono
- John Cervini – assistente all'ingegneria del suono
- Mike Gowan – assistente all'ingegneria del suono
- Ed Repka – grafica
- Josh Christian – concept art